# 波洛茨克的歐福新
波洛茨克的歐福新，又稱聖歐福新，是波洛茨克王公、基輔大公弗謝斯拉夫·布里亞奇斯拉維奇的孫女、維捷布斯克王公斯維亞托斯拉夫的女兒。
她是白俄羅斯十五位主保聖人之一，在白俄羅斯正教會受敬禮。她在1984年獲封聖，瞻禮是在五旬節後的首主日。

## 生平
聖女本名普列德斯拉娃，生於1101至1104年間，屬統治波洛茨克公國（今白俄羅斯）的留里克家族。其父親是斯維亞托斯拉‧弗謝斯拉維奇，弗謝斯拉夫·布里亞奇斯拉維奇的次子。
她拒絕了所有人的求婚，更在父母不知情的情況下，投奔她姨媽任院長的修道院，成為修女，取名歐福新。她在波洛茨克教區支持下，在索菲亞主教座堂附近住下，抄書為業。所賺取的收入分結窮人。
約於1128年伊利亞斯主教委託她組織女修院。在塞爾采的救主顯容女修院教授年輕婦女抄書、歌唱以及其他手工藝。經她的努力，一座主教座堂在1161落成並保存至今。
她也創立了獻給誕神女的男修院，以及兩所教堂。其中聖救主堂至今仍存，更被視為是早期白俄羅斯建築最珍貴的紀念碑。
晚年她到君士坦丁堡和聖地朝聖。米恰爾二世牧首贈送了一幀現稱為《科爾孫聖母》的誕神女聖像。在聖地，耶路撒冷國王阿馬爾里克接待了她。
聖女約在1167年（一說1173年）死於聖地。在薩拉丁1187年攻克耶路撒冷後，她的聖髑由僧侶運至基輔，藏於洞穴修道院內，直到1910年才回歸她的故鄉波洛茨克。

## 敬禮

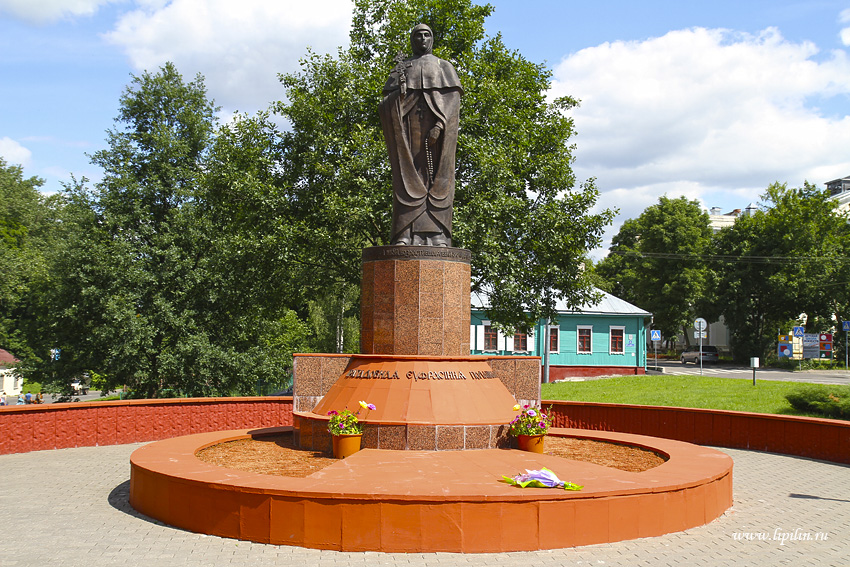
在波洛茨克的紀念塑像

聖女的瞻禮日在5月23日。她是東斯拉夫唯一一位童貞聖人。
聖女是白俄羅斯的主保聖人。在波洛茨克和首都明斯克分別有一所以她命名的女修道院和教堂。在倫敦、多倫多、維爾紐斯以及美國新澤西州南河（參看聖歐福新白俄羅斯正教教堂）都有以她命名的教堂。

## 聖歐福新十字
聖歐福新十字是聖女吩咐當地工匠拉扎爾‧博沙（Лазар Богша）製造、鑲嵌寶石的精美十字架。這六臂的十字架飾以琺瑯和寶石，並於1161年由聖女贈予聖救主堂。
這工藝精湛的十字架經歷數世紀的動盪，直到二次大戰期間的1941年在博物館的疏散途中神秘失蹤。十字架最後的身影出現於莫吉廖夫。
雖然白俄羅斯政府在1990年代初曾經試圖包括在美國的私人藏品中尋找十字架的下落，但最終仍無功而還。1997年製作了官方授權的複製本。